# Ruklada
Ruklada (Servisch cyrillisch Руклада) is een plaats in de Servische gemeente Ub. De plaats telt 372 inwoners (2002).